# Daïra de Bouandas
La daïra de Bouandas est une circonscription administrative algérienne située dans la wilaya de Sétif. Son chef-lieu est situé sur la commune éponyme de Bouandas.

## Communes de la daïra
La daïra regroupe les quatre communes Aït Naoual Mezada, Aït Tizi, Bouandas et Bousselam.